# Stabæk Fotball 2011
Questa voce raccoglie le informazioni riguardanti lo Stabæk Fotball nelle competizioni ufficiali della stagione 2011.

## Stagione
Lo Stabæk si classificò in una tranquilla posizione di metà classifica. L'avventura in Coppa di Norvegia 2011 terminò al terzo turno, per mano dello Hønefoss. Veigar Páll Gunnarsson fu capocannoniere della squadra con 9 reti in campionato, mentre i calciatori più utilizzati furono Mikkel Diskerud, Bjarni Ólafur Eiríksson e Morten Skjønsberg. Nel corso della stagione, il club cedette al Vålerenga il cartellino di Gunnarsson.

### Il trasferimento di Gunnarsson
Il 30 luglio 2011, infatti, il Vålerenga annunciò sul proprio sito l'ingaggio dell'attaccante islandese. TV2 riportò l'indiscrezione per cui lo Stabæk rifiutò un'offerta da parte del Rosenborg pari a 5.000.000 di corone, mentre la cifra prevista per il trasferimento al Vålerenga era di 1.000.000 per Gunnarsson e, contemporaneamente, di 4.000.000 per il giovane Herman Stengel. Precedentemente, al momento del trasferimento di Gunnarsson allo Stabæk dal Nancy, fu inserita una clausola che permetteva ai francesi di ricavare il 50% degli introiti di una futura cessione del calciatore. I due club norvegesi furono così accusati di aver trovato un espediente per far sì che la cifra intascata dal Nancy fosse più bassa dell'effettivo valore dell'attaccante. Il Nancy reclamò allora la cifra di 250.000 euro (2.500.000 corone), ossia la metà di quanto offrì il Rosenborg per il cartellino di Gunnarsson. Il 17 novembre, il Nancy risolse la sua causa con lo Stabæk ottenendo 1.000.000 di corone.
La Norges Fotballforbund indagò sul trasferimento e multò Vålerenga e Stabæk rispettivamente per 350.000 e 500.000 corone; i dirigenti Erik Loe, Inge André Olsen e Truls Haakonsen furono squalificati per 18 mesi (eccetto Haakonsen, la cui squalifica fu prevista per 12 mesi). La polizia indagò su Vålerenga, Stabæk e Rosenborg, dopo essersi consultata con la commissione d'inchiesta della federazione norvegese. Olsen e Haakonsen furono arrestati in data 30 novembre.

## Maglie e sponsor
Lo sponsor tecnico per la stagione 2011 fu Puma, mentre gli sponsor ufficiali furono McDonald's e Fornebulandet. La divisa casalinga fu blu scura, con strisce azzurre; pantaloncini e calzettoni furono di colore blu scuro. La divisa da trasferta fu invece completamente bianca.
| Casa | Trasferta |

## Rosa
| N. |                     | Ruolo | Calciatore              |
| -- | ------------------- | ----- | ----------------------- |
| 1  | Norvegia (bandiera) | P     | Jon Knudsen             |
| 2  | Islanda (bandiera)  | D     | Bjarni Ólafur Eiríksson |
| 3  | Norvegia (bandiera) | D     | Andreas Leirvik         |
| 5  | Norvegia (bandiera) | D     | Jørgen Hammer           |
| 6  | Norvegia (bandiera) | A     | Fredrik Brustad         |
| 7  | Norvegia (bandiera) | C     | Henning Hauger          |
| 8  | Camerun (bandiera)  | C     | Alain Junior Ollé Ollé  |
| 9  | Gabon (bandiera)    | A     | Gilles Mbang Ondo       |
| 10 | Islanda (bandiera)  | A     | Veigar Páll Gunnarsson  |
| 13 | Islanda (bandiera)  | A     | Pálmi Rafn Pálmason     |
| 14 | Norvegia (bandiera) | C     | Herman Stengel          |
| 15 | Norvegia (bandiera) | D     | Morten Skjønsberg       |
| 16 | Norvegia (bandiera) | C     | Tor Marius Gromstad     |

| N. |                                 | Ruolo | Calciatore             |
| -- | ------------------------------- | ----- | ---------------------- |
| 17 | Svezia (bandiera)               | C     | Pontus Farnerud        |
| 18 | Svezia (bandiera)               | C     | Marcus Bergholtz       |
| 19 | Svezia (bandiera)               | C     | Johan Andersson        |
| 21 | Stati Uniti (bandiera)          | C     | Mikkel Diskerud        |
| 22 | Norvegia (bandiera)             | P     | Jan Kjell Larsen       |
| 23 | Norvegia (bandiera)             | D     | Vegar Eggen Hedenstad  |
| 24 | Norvegia (bandiera)             | C     | Jørgen Skjelvik        |
| 25 | Norvegia (bandiera)             | C     | Erik Benjaminsen       |
| 26 | Norvegia (bandiera)             | C     | Fredrik Levorstad      |
| 27 | Norvegia (bandiera)             | A     | Torstein Andersen Aase |
| 29 | Bosnia ed Erzegovina (bandiera) | D     | Haris Skenderović      |
| 36 | Norvegia (bandiera)             | P     | Pål Albertsen          |

## Calciomercato

### Sessione invernale(dal 01/01 al 31/03)
| Acquisti | Acquisti               | Acquisti  | Acquisti   |
| R.       | Nome                   | da        | Modalità   |
| -------- | ---------------------- | --------- | ---------- |
| P        | Jan Kjell Larsen       | Molde     | definitivo |
| D        | Haris Skenderović      | Syrianska | definitivo |
| C        | Alain Junior Ollé Ollé | Friburgo  | definitivo |
| A        | Gilles Mbang Ondo      | Grindavík | definitivo |

| Cessioni | Cessioni                | Cessioni   | Cessioni   |
| R.       | Nome                    | a          | Modalità   |
| -------- | ----------------------- | ---------- | ---------- |
| P        | Iven Austbø             | Sandefjord | definitivo |
| D        | Jon Inge Høiland        |            | svincolato |
| D        | Kristian Flittie Onstad |            | svincolato |
| A        | Marius Helle            | Bryne      | definitivo |
| A        | Jan Tømmernes           | Asker      | definitivo |

### Sessione estiva(dal 01/08 al 31/08)
| Acquisti | Acquisti         | Acquisti              | Acquisti   |
| R.       | Nome             | da                    | Modalità   |
| -------- | ---------------- | --------------------- | ---------- |
| C        | Marcus Bergholtz | Helsingborg           | prestito   |
| A        | Fredrik Brustad  | Central Florida Kraze | definitivo |

| Cessioni | Cessioni               | Cessioni    | Cessioni   |
| R.       | Nome                   | a           | Modalità   |
| -------- | ---------------------- | ----------- | ---------- |
| C        | Henning Hauger         | Hannover 96 | definitivo |
| C        | Jørgen Skjelvik        | Helsingborg | prestito   |
| A        | Veigar Páll Gunnarsson | Vålerenga   | definitivo |

## Risultati

### Tippeligaen

#### Girone di andata
| Arbitro: | Hagen (Grue) |

|  |           |                                                         |
|  | Marcatori | 15’, 27’, 64’, 69’ Ujah 45’, 48’ Igiebor 79’ Omoijuanfo |

| Arbitro: | Staberg |

|            |           |                     |
| Bakenga 6’ | Marcatori | 26’ Hammer 75’ Ondo |

| Arbitro: | Øvrebø (Oslo) |

|                       |           |  |
| Strandberg 38’ (aut.) | Marcatori |  |

| Arbitro: | Johnsen |

|                                 |           |                     |
| Angan 32’ Diouf 45’ Thioune 71’ | Marcatori | 70’, 75’ Gunnarsson |

| Arbitro: | Johansen |

|                                              |           |            |
| Gunnarsson 25’ (rig.) Ollé Ollé 29’ Ondo 61’ | Marcatori | 56’ Tveter |

| Arbitro: | Hafsås |

|                                        |           |                                  |
| Søderlund 40’, 58’ (rig.) Nordberg 81’ | Marcatori | 1’ Gunnarsson 25’, 36’ Ollé Ollé |

| Arbitro: | Helgerud (Lier) |

|  |           |             |
|  | Marcatori | 37’ Solheim |

| Arbitro: | Johnsen |

|                           |           |                                               |
| Johnsen 16’ Andersson 43’ | Marcatori | 78’ (rig.) Gunnarsson 86’ Hammer 89’ Pálmason |

| Arbitro: | Berntsen (Vang) |

|                           |           |  |
| Eiríksson 7’ Pálmason 51’ | Marcatori |  |

| Arbitro: | Staberg |

|                   |           |                                                |
| Hoff 32’ Årst 64’ | Marcatori | 46’, 61’ Pálmason 58’ Ollé Ollé 65’ Gunnarsson |

| Arbitro: | Johnsen |

|               |           |                       |
| Ollé Ollé 57’ | Marcatori | 7’ Parr 73’ Myklebust |

| Arbitro: | Johansen |

|          |           |          |
| Wiig 40’ | Marcatori | 75’ Ondo |

| Arbitro: | Hafsås |

|  |           |           |
|  | Marcatori | 72’ Nisja |

| Arbitro: | Skjerven (Kaupanger) |

|                                           |           |                                |
| Reginiussen 10’ Björck 52’ Abdellaoue 90’ | Marcatori | 17’, 29’ Diskerud 21’ Pálmason |

| Arbitro: | Edvartsen (Hamar) |

|                    |           |               |
| Ojo 28’ Mjelde 41’ | Marcatori | 72’ Hedenstad |

#### Girone di ritorno
| Arbitro: | Helgerud (Lier) |

|                      |           |           |
| Farnerud 7’ Aase 80’ | Marcatori | 73’ Olsen |

| Arbitro: | Johnsen |

|                          |           |  |
| Barrantes 43’ Larsen 62’ | Marcatori |  |

| Arbitro: | Skjerven (Kaupanger) |

|                                            |           |          |
| Andersson 12’ Gunnarsson 45’, 50’ Aase 88’ | Marcatori | 11’ Årst |

| Arbitro: | Johansen |

|            |           |                            |
| Borges 12’ | Marcatori | 61’ Diskerud 67’ Andersson |

| Arbitro: | Moen (Haugesund) |

|               |           |         |
| Andersson 62’ | Marcatori | 36’ Ojo |

| Arbitro: | Edvartsen (Hamar) |

|          |           |  |
| Gyan 73’ | Marcatori |  |

| Arbitro: | Edvartsen (Hamar) |

|                            |           |                                               |
| Andersson 36’ Pálmason 42’ | Marcatori | 29’ Andersen 59’, 82’ Abdellaoue 62’ Johansen |

| Arbitro: | Hansen |

|              |           |                                      |
| Pálmason 82’ | Marcatori | 49’ Børven 69’ Storbæk 90’ Samuelsen |

| Arbitro: | Moen (Haugesund) |

|            |           |  |
| Kamara 50’ | Marcatori |  |

| Arbitro: | Johnsen |

|                            |           |  |
| Hedenstad 29’ Pálmason 48’ | Marcatori |  |

| Arbitro: | Hagen (Grue) |

|           |           |               |
| Bolly 26’ | Marcatori | 72’ Ollé Ollé |

| Arbitro: | Skjerven (Kaupanger) |

|               |           |            |
| Ollé Ollé 55’ | Marcatori | 20’ Berget |

| Sogndal 30 ottobre 2011, ore 18:00 28ª giornata | Sogndal         | 0 – 0 referto | Stabæk | Fosshaugane Campus (2.604 spett.)\| Arbitro: \| Helgerud (Lier) \| |
| Arbitro:                                        | Helgerud (Lier) |               |        |                                                                    |

| Arbitro: | Staberg |

|          |           |                           |
| Ondo 89’ | Marcatori | 34’ Bamberg 58’ Søderlund |

| Arbitro: | Johansen |

|                                |           |  |
| Anene 5’ dos Santos 67’ (rig.) | Marcatori |  |

### Coppa di Norvegia
| Arbitro: | Strømstad |

|  |           |              |
|  | Marcatori | 34’ Skjelvik |

| Arbitro: | Kallerud |

|            |           |                       |
| Gresko 50’ | Marcatori | 16’ Pálmason 67’ Aase |

| Arbitro: | Berntsen (Vang) |

|                                   |           |             |
| Jensen 3’ Beugre 69’ Obiefule 87’ | Marcatori | 5’ Pálmason |

## Statistiche

### Statistiche di squadra
| Competizione      | Punti | In casa | In casa | In casa | In casa | In casa | In casa | In trasferta | In trasferta | In trasferta | In trasferta | In trasferta | In trasferta | Totale | Totale | Totale | Totale | Totale | Totale | DR |
| Competizione      | Punti | G       | V       | N       | P       | Gf      | Gs      | G            | V            | N            | P            | Gf           | Gs           | G      | V      | N      | P      | Gf     | Gs     | DR |
| ----------------- | ----- | ------- | ------- | ------- | ------- | ------- | ------- | ------------ | ------------ | ------------ | ------------ | ------------ | ------------ | ------ | ------ | ------ | ------ | ------ | ------ | -- |
| Tippeligaen       | 39    | 15      | 6       | 2       | 7       | 21      | 25      | 15           | 5            | 4            | 6            | 23           | 25           | 30     | 11     | 6      | 13     | 44     | 50     | -6 |
| Coppa di Norvegia | -     | 0       | 0       | 0       | 0       | 0       | 0       | 3            | 2            | 0            | 1            | 4            | 4            | 3      | 2      | 0      | 1      | 4      | 4      | 0  |
| Totale            | -     | 15      | 6       | 2       | 7       | 21      | 25      | 18           | 7            | 4            | 7            | 27           | 29           | 33     | 13     | 6      | 14     | 48     | 54     | -6 |

### Statistiche dei giocatori
| Giocatore        | Tippeligaen | Tippeligaen | Tippeligaen | Tippeligaen | Coppa di Norvegia | Coppa di Norvegia | Coppa di Norvegia | Coppa di Norvegia | Totale   | Totale | Totale      | Totale     |
| Giocatore        | Presenze    | Reti        | Ammonizioni | Espulsioni  | Presenze          | Reti              | Ammonizioni       | Espulsioni        | Presenze | Reti   | Ammonizioni | Espulsioni |
| ---------------- | ----------- | ----------- | ----------- | ----------- | ----------------- | ----------------- | ----------------- | ----------------- | -------- | ------ | ----------- | ---------- |
| P. Albertsen     | 0           | 0           | 0           | 0           | 0                 | 0                 | 0                 | 0                 | 0        | 0      | 0           | 0          |
| T. Andersen Aase | 22          | 2           | 0           | 0           | 2                 | 1                 | 0                 | 0                 | 24       | 3      | 0           | 0          |
| J. Andersson     | 22          | 4           | 1           | 0           | 0                 | 0                 | 0                 | 0                 | 22       | 4      | 1           | 0          |
| E. Benjaminsen   | 0           | 0           | 0           | 0           | 1                 | 0                 | 0                 | 0                 | 1        | 0      | 0           | 0          |
| M. Bergholtz     | 3           | 0           | 0           | 0           | 0                 | 0                 | 0                 | 0                 | 3        | 0      | 0           | 0          |
| F. Brustad       | 11          | 0           | 0           | 0           | 0                 | 0                 | 0                 | 0                 | 11       | 0      | 0           | 0          |
| M. Diskerud      | 30          | 3           | 0           | 0           | 3                 | 0                 | 0                 | 0                 | 33       | 3      | 0           | 0          |
| B. Eiríksson     | 30          | 1           | 2           | 0           | 1                 | 0                 | 0                 | 0                 | 31       | 1      | 2           | 0          |
| P. Farnerud      | 28          | 1           | 2           | 0           | 2                 | 0                 | 0                 | 0                 | 30       | 1      | 2           | 0          |
| T. Gromstad      | 16          | 0           | 0           | 0           | 1                 | 0                 | 0                 | 0                 | 17       | 0      | 0           | 0          |
| V. Gunnarsson    | 16          | 9           | 2           | 0           | 3                 | 0                 | 0                 | 0                 | 19       | 9      | 2           | 0          |
| J. Hammer        | 25          | 2           | 4           | 0           | 1                 | 0                 | 0                 | 0                 | 26       | 2      | 4           | 0          |
| H. Hauger        | 14          | 0           | 0           | 0           | 3                 | 0                 | 0                 | 0                 | 17       | 0      | 0           | 0          |
| V. Hedenstad     | 28          | 2           | 4           | 0           | 2                 | 0                 | 0                 | 0                 | 30       | 2      | 4           | 0          |
| J. Knudsen       | 11          | 0           | 0           | 0           | 1                 | 0                 | 0                 | 0                 | 12       | 0      | 0           | 0          |
| J. Larsen        | 20          | 0           | 2           | 0           | 2                 | 0                 | 0                 | 0                 | 22       | 0      | 2           | 0          |
| A. Leirvik       | 0           | 0           | 0           | 0           | 0                 | 0                 | 0                 | 0                 | 0        | 0      | 0           | 0          |
| F. Levorstad     | 0           | 0           | 0           | 0           | 0                 | 0                 | 0                 | 0                 | 0        | 0      | 0           | 0          |
| A. Ollé Ollé     | 26          | 7           | 7           | 0           | 2                 | 0                 | 1                 | 0                 | 28       | 7      | 8           | 0          |
| G. Ondo          | 25          | 4           | 1           | 0           | 2                 | 0                 | 0                 | 0                 | 27       | 4      | 1           | 0          |
| P. Pálmason      | 26          | 8           | 2           | 0           | 3                 | 2                 | 0                 | 0                 | 29       | 10     | 2           | 0          |
| H. Skenderović   | 9           | 0           | 1           | 0           | 3                 | 0                 | 0                 | 0                 | 12       | 0      | 1           | 0          |
| J. Skjelvik      | 7           | 0           | 0           | 0           | 3                 | 1                 | 0                 | 0                 | 10       | 1      | 0           | 0          |
| M. Skjønsberg    | 30          | 0           | 2           | 0           | 3                 | 0                 | 0                 | 0                 | 33       | 0      | 2           | 0          |
| H. Stengel       | 5           | 0           | 1           | 0           | 1                 | 0                 | 0                 | 0                 | 6        | 0      | 1           | 0          |